# Aqualtune
Aqualtune  est une princesse et cimarronne kongolaise du XVIIe siècle. D’après la tradition, elle serait la mère de Ganga Zumba et la grand-mère maternelle de Zumbi dos Palmares.

## Biographie
La date de naissance d’Aqualtune n’est pas connue. Son père est un Manikongo dont le nom n'est pas connu.

### Capture et esclavage
En 1665, Aqualtune mène une troupe de 10 000 hommes lors de la bataille d'Ambuila. Elle est vaincue et capturée pour être vendue comme esclave. Elle est ensuite envoyée sur un bateau négrier au fort d’Elmina au Ghana, où elle aurait été « baptisée » par un évêque catholique. Comme preuve du baptême, elle est marquée d’une fleur au fer chaud sur la gauche de sa poitrine. Elle est ensuite transportée sur le même bateau jusqu’à Recife, au Brésil. Certaines sources affirment qu’elle aurait été embarquée enceinte et violée à plusieurs reprises par un autre esclave, à cause de son statut d’esclave reproductrice. À Recife, Aqualtune est vendue au propriétaire d’une ferme de bétail de la région de Porto Calvo,,.

### Cimarronnage
Plus tard, Aqualtune apprend l’existence du quilombo du Palmares, un territoire autonome d’esclaves marrons. Elle se joint à un groupe d’esclaves pour se révolter et détruire la maison du propriétaire. D’autres esclaves les rejoignent dans leur fuite, et environ 200 esclaves arrivent au Palmares,. Son origine de princesse reconnue, Aqualtune devient cheffe du quilombo,. Elle y aurait trois enfants : Ganga Zumba, Ganga Zona et Sabina. Cette dernière aurait plus tard un garçon, Zumbi, plus tard connu sous le nom de « Zumbi dos Palmares »,.
La fin de la vie d’Aqualtune est controversée, et sa date de mort n’est pas connue,. Certaines sources affirment qu’elle serait morte alors que l’une des nombreuses expéditions envoyées par le gouvernement portugais et les propriétaires agricoles aurait incendié le village où elle vivait avec d’autres personnes âgées de la communauté. D’autres affirment qu’elle aurait réussi à s’échapper. D’autres encore affirment qu’elle est simplement morte de vieillesse.